# Balbalan
Balbalan è una municipalità di quarta classe delle Filippine, situata nella Provincia di Kalinga, nella Regione Amministrativa Cordillera.
Balbalan è formata da 14 baranggay:
- Ababa-an
- Balantoy
- Balbalan Proper
- Balbalasang
- Buaya
- Dao-angan
- Gawa-an
- Mabaca
- Maling (Kabugao)
- Pantikian
- Poblacion (Salegseg)
- Poswoy
- Talalang
- Tawang